# Adrien Rouquette
Pour les articles homonymes, voir Rouquette.
Adrien Emmanuel Rouquette, né en 1813 à La Nouvelle-Orléans, mort le 15 juillet 1887, est un écrivain français de Louisiane.

## Biographie
Adrien Rouquette fait d'abord ses études avant de partir en 1829 étudier à Paris, à Nantes et à Rennes où il obtint son baccalauréat en 1833. Revenu en Louisiane, il pense se tourner vers le droit mais préféra la littérature. Il publie ses premières poésies, Les Savanes, à Paris en 1841, où elles furent assez bien reçues. De nouveau revenu en Louisiane, il devint éditeur du Propagateur catholique (en). Il fut nommé prêtre à La Nouvelle-Orléans en 1845 et assigné à la Cathédrale de Saint-Louis, où il attirait les foules par son éloquence et son discours humaniste. Il rompit toutefois tout lien avec la société en 1859 et partit vivre dans la tribu indienne des Choctaws, qui le surnommèrent Chataima (qui ressemble aux Choctaws). Plus ou moins missionnaire, il amena par sa patience et sa fraternité beaucoup d'indiens à la foi chrétienne.
Son frère, Dominique Rouquette, est également poète et homme de lettres.

## Édition récente
- La Nouvelle Atala ou La fille de l'esprit : légende indienne par Chahta-Ima (de la Louisiane) / Adrien-Emmanuel Rouquette, édition critique établie par Elizabeth B. Landry, Shreveport, Tintamarre, 2003  (ISBN 0-9723258-0-8)